# شوزم رمادي
شوزم رمادي (الاسم العلمي:Psiadia incana) هو نوع من النباتات يتبع جنس الشوزم من الفصيلة النجمية.